# فینال جام اتحادیه فوتبال انگلستان ۱۹۸۱
فینال جام اتحادیه فوتبال انگلستان ۱۹۸۱، رقابت پایانی جام اتحادیه فوتبال انگلستان در سال ۱۹۸۱ میلادی است که مابین دو تیم باشگاه فوتبال لیورپول و باشگاه فوتبال وستهام یونایتد در برگزار شده‌است.
این مسابقه که در تاریخ ۱۴ مارس ۱۹۸۱ انجام شده‌است با نتیجه ۱ بر ۱ به پایان رسید.
در بازی تکراری که در تاریخ ۱ آوریل ۱۹۸۱ برگزار شد با نتیجه دو بر یک به سود تیم باشگاه فوتبال لیورپول به پایان رسید.